# Gastone Gambara
Gastone Gambara, italijanski general in veleposlanik, * 10. november 1890, † 27. februar 1962.

## Zanimivosti
Med okupacijo Ljubljane je Gambara stanoval v Vili Vrhunec.